# 3 Flota Powietrzna (III Rzesza)
3 Flota Powietrzna (niem. Luftflotte 3) – związek operacyjny lotnictwa III Rzeszy z okresu  II wojny światowej, uczestniczył m.in. w agresji na Polskę. 
3 Flota Powietrzna utworzona została 1 lutego 1939. W agresji na Polskę uczestniczyła od 10 września 1939 tylko część jej sił np. 53 i 55 pułk bombowy, gdyż reszta nadal stacjonowała przy zachodniej granicy III Rzeszy. 
W czasie niemieckiej inwazji na państwa Europy Zachodniej przydzielona została do Grupy Armii A, a dowodził nią gen. Hugo Sperrle. Po zwycięskim zakończeniu działań wojennych 3 Flota Powietrzna została rozmieszczona na lotniskach w okupowanej Francji. Podczas bitwy o Anglię, ze wspomnianych lotnisk atakowała tereny południowo-zachodniej Anglii, głównie Southampton, Plymouth i Bristol.
Lądowanie wojsk alianckich 6 czerwca 1944 w Normandii i udział w walkach, spowodowało w 3 Flocie Powietrznej dotkliwe straty, a w konsekwencji jej rozwiązanie. 

## Dowódcy 3 Floty Powietrznej
- Hugo Sperrle[2] (1 lutego 1939 – 23 sierpnia 1944)
- Otto Deßloch (23 sierpnia 1944 – 22 września 1944)
- Alexander Holle (22 września 1944 – 26 września 1944)

## Struktura organizacyjna
- 1 Korpus Lotniczy
- 2 Korpus Lotniczy
- 5 Korpus Lotniczy
- 1 Korpus Artylerii Przeciwlotniczej
- Okręg Lotniczy VII
- Okręg Lotniczy XII
- Dowództwo Lotnictwa Myśliwskiego nr 2[2].